# What a Man Gotta Do
What a Man Gotta Do è un singolo del gruppo musicale statunitense Jonas Brothers, pubblicato il 17 gennaio 2020.

## Video musicale
Il video musicale, reso disponibile in concomitanza con l'uscita del brano il 17 gennaio 2020, è stato diretto da Joseph Kahn.

## Tracce
Testi e musiche di Joe Jonas, Kevin Jonas, Nick Jonas, David Stewart, Jessica Agombar e Ryan Tedder.
1. What a Man Gotta Do – 3:00

## Formazione
Musicisti
- Joe Jonas – voce
- Nick Jonas – voce
- David Stewart – cori, chitarra acustica, programmazione, programmazione della batteria, chitarra elettrica,
- Ryan Tedder – cori, chitarra acustica, programmazione della batteria, chitarra elettrica, pianoforte

Produzione
- David Stewart – produzione, ingegneria del suono
- Ryan Tedder – produzione
- Randy Merrill – mastering, ingegneria del suono
- Șerban Ghenea – missaggio
- Rich Rich – ingegneria del suono

## Classifiche

### Classifiche settimanali
| Classifica (2020) | Posizione massima |
| ----------------- | ----------------- |
| Australia         | 22                |
| Austria           | 33                |
| Belgio (Fiandre)  | 21                |
| Belgio (Vallonia) | 14                |
| Canada            | 19                |
| Croazia           | 4                 |
| Estonia           | 35                |
| Francia           | 152               |
| Germania          | 67                |
| Grecia            | 31                |
| Irlanda           | 18                |
| Islanda           | 25                |
| Lettonia          | 62                |
| Libano            | 11                |
| Lituania          | 23                |
| Nuova Zelanda     | 31                |
| Paesi Bassi       | 37                |
| Polonia           | 16                |
| Portogallo        | 73                |
| Regno Unito       | 21                |
| Repubblica Ceca   | 23                |
| Russia            | 15                |
| Singapore         | 30                |
| Slovacchia        | 34                |
| Slovenia          | 42                |
| Stati Uniti       | 16                |
| Svezia            | 64                |
| Svizzera          | 33                |
| Ucraina           | 184               |
| Ungheria          | 24                |

### Classifiche di fine anno
| Classifica (2020) | Posizione |
| ----------------- | --------- |
| Australia         | 54        |
| Belgio (Fiandre)  | 50        |
| Belgio (Vallonia) | 76        |
| Croazia           | 15        |
| Regno Unito       | 87        |
| Russia            | 176       |